# 皮利片基 (津科夫區)
50°11′27″N 34°25′36″E / 50.19083°N 34.42667°E
皮利片基（烏克蘭語：Пилипенки），是烏克蘭中部的村莊，隸屬波爾塔瓦州的波爾塔瓦區。該村處於格倫河右岸，分別距離古薩基和斯圖普基1.5公里，面積1.48平方公里，海拔高度164米，2001年人口262。